# Kalenahalli, Hassan
Kalenahalli là một làng thuộc tehsil Hassan, huyện Hassan, bang Karnataka, Ấn Độ.